# Muse
A Muse 1994-ben, a Devon megyei Teignmouthban alakult angol rockegyüttes. Tagjai Matthew (Matt) Bellamy (ének, gitár, billentyűs hangszerek), Christopher (Chris) Wolstenholme (basszusgitár, háttérvokál) és Dominic Howard (dob).

## Története
Showbiz című debütáló albumukat 1999-ben adták ki, bemutatva Bellamy falzettjét és melankolikus alternatív rock stílusát. Második albumuk, az Origin of Symmetry (2001) kiteljesedettebb hangszerelést és romantikus klasszikus hatásokat ötvözött, a rajta lévő Feeling Good című feldolgozás, valamint az energikus élő előadások pedig meghozták a hírnevet számukra. Az Absolution (2003) további klasszikus befolyást mutatott, olyan zeneszámokkal, mint a Butterflies and Hurricanes, és ez lett az első a hat egymást követő brit listavezető albumuk közül.
A Black Holes & Revelations (2006) elektronikus és pop elemeket épített be, olyan beharangozó kislemezekkel, mint a Supermassive Black Hole, meghozva a Muse számára az igazi nemzetközi sikert. A The Resistance (2009) és a The 2nd Law (2012) a kormányzati elnyomás és polgári felkelés témáit vizsgálta, és megszilárdította az együttes helyét a világ legjelentősebb stadionzenekarai között. A Rolling Stone írása szerint a zenekar „stadionszaggató dalokkal” bír. Az amerikai Billboard 200 élére is felkerülő hetedik albumuk, a Drones (2015) egy konceptalbum a drónháborúról, amivel visszatértek a keményebb rock hangzáshoz. Nyolcadik albumuk, a Simulation Theory (2018) nagymértékben támaszkodik a szintetizátorjátékra, és a sci-fi, valamint a szimulált valóság hipotézise ihlette.
A Muse számos díjat nyert, köztük két Grammy-díj, két BRIT Awards, öt MTV Europe Music Awards és nyolc NME Awards is szerepel. 2012-ben megkapták az Ivor Novello-díjat a nemzetközi eredményeikért a The Ivors Academy-től (korábban British Academy of Songwriters, Composers and Authors). 2016 júniusáig több mint 20 millió albumot adtak el világszerte, és 2023-ban a koncertjeik összesített bruttó jegybevétele meghaladta a 200 millió dollárt.

### Korai évek (1994–1997)
Az 1990-es évek elején a Teignmouth Community School diákjaiként a Muse későbbi tagjai más-más iskolai zenekarokban játszottak. A gitáros Matt Bellamy sikeres meghallgatáson vett részt a dobos, Dominic Howard, Carnage Mayhem nevű együttesénél, így vált az együttes énekesévé és dalszerzőjévé. A banda nevét Gothic Plague-ra változtatták. Felkérték Chris Wolstenholme-t – aki akkoriban a Fixed Penalty dobosa volt –, hogy csatlakozzon hozzájuk basszusgitárosként. Wolstenholme beleegyezett, és basszusgitárórákat kezdett venni. A zenekar Rocket Baby Dolls néven, a goth-glam stílust követve működött tovább. Ez idő tájt 150 font adományt kaptak a Prince's Trusttól zenekari felszerelés vásárlására.
1994-ben a Rocket Baby Dolls megnyert egy helyi, „bandák háborúja” típusú zenei versenyt, miközben felszerelésüket teljesen tönkretették. Bellamy szerint: „Tiltakozásnak, egyfajta nyilatkozattételnek szántuk, tehát amikor ténylegesen nyertünk, akkor az valódi sokk, hatalmas sokk volt. Ezután kezdtük magunkat komolyan venni.” A bandatagok felmondták állásaikat, megváltoztatták a zenekar nevét Muse-ra (jelentése: múzsa), és elköltöztek Teignmouth-ból. A zenekarnak tetszett az új név, mert rövid, és úgy gondolták, hogy jól mutat majd a plakátokon. Mark Beaumont újságíró szerint a zenekar azt akarta, hogy a név tükrözze „Matt felfogását, miszerint valahogy 'megidézte' ezt a zenekart, ahogyan a médiumok az érzelmi szükségletek idején megidézik az inspiráló szellemeket”.

### Az első EP-k és aShowbiz(1998–2000)
A rajongói tábor néhány évig tartó építgetését követően, a Muse első koncertfellépéseire Londonban és Manchesterben került sor, a Skunk Anansie turnéjának keretében. Meghatározóvá vált a Dennis Smith-szel, a Sawmills Studio tulajdonosával való találkozásuk. Smith látta felnőni a három fiút, mivel ismerte a szüleiket, és volt egy produkciós és lemezkiadó cége, a Taste Media, amit nem sokkal korábban alapított Safta Jaffery-vel, a Muse későbbi menedzserével. Ennek a találkozásnak az eredményeként születtek meg az első komoly felvételeik, és 1998. május 11-én megjelent a Muse című EP a Dangerous Records (a Sawmills leányvállalata) kiadásában, Paul Reeve producer irányításával. A New York-i CMJ Fesztiválon tett látogatásukat követően Nanci Walker, a Columbia Records akkori művészeti igazgatója az Egyesült Államokba vitte a Muse-t, hogy bemutassa őket Tim Devine-nak, Columbia Records akkori művészeti senior alelnökének, valamint Rick Rubinnak az American Recordingnál. Ezen utazás alatt, 1998. december 24-én a Muse megállapodást írt alá az amerikai lemezkiadóval, a Maverick Recordsszal. Második EP-jüket, a Muscle Museum-ot, amelyet szintén a Reeve készített, 1999. január 11-én adták ki. A lemez a független kislemezlistán a 3. helyezést érte el, és felkeltette a brit rádiós műsorvezető, Steve Lamacq, valamint a hetente megjelenő zenei kiadvány, az NME figyelmét is. Még ebben az évben a Muse fellépett a Woodstock '99 fesztiválon a feltörekvő művészek színpadán, valamint szerződést írt alá Smith-szel és Jaffery-vel. A Taste Media megállapodásokat kötött a Muse számára különféle lemezkiadókkal Európában és Ausztráliában, lehetővé téve, hogy irányítsák karrierjüket az egyes országokban. John Leckie-t is szerződtették, hogy Reeve-vel közösen készítse el az együttes első albumát, a Showbizt (1999). Az album bemutatta a Muse agresszív, mégis melankolikus zenei stílusát, a kapcsolatokról és az útkeresésük közben szülővárosukban megélt nehézségekről szóló dalszövegekkel.

### AzOrigin of Symmetryés aHullabaloo(2000–2002)
Második albumuk, az Origin of Symmetry (2001) elkészítése során a Muse olyan hangszerekkel kísérletezett, mint például a templomi orgona, a mellotron, állati csontok és egy kibővített dobkészlet. Még nagyobb szerepet kapott Bellamy falzettje, arpeggio gitárjátéka és zongorajátéka. Bellamy gitárjátéka Jimi Hendrix és Tom Morello (a Rage Against the Machine-ből) hatását idézi, ez utóbbi az Origin of Symmetry több riffalapú dalában, valamint a gitár hangmagasságváltó effektjeinek használatában jelenik meg. Az album fontos eleme Anthony Newley és Leslie Bricusse Feeling Good című dalának feldolgozása, amit több közvélemény-kutatáson is minden idők egyik legjobb feldolgozásának választottak. A Hyper Music / Feeling Good című dupla A-oldalas kislemezen mutatták be.
Az Origin of Symmetry a kritikusoktól pozitív értékeléseket kapott; az NME a 9/10-et adott az albumra, és így írt róla: „Elképesztő, hogy egy ilyen fiatal együttes olyan örökséggel legyen feltöltve, mely magában foglalja Cobain és Kafka, Mahler és a The Tiger Lillies, Cronenberg és Schoenberg sötétebb látomásait, és szexi, népszerűségre pályázó albumot hozzon létre”. A Maverick, a Muse amerikai kiadója nem tartotta Bellamy énekét „rádióbarátnak”, és arra kérte a Muse-t, hogy vegyék fel újra a dalt az USA-ban történő kiadáshoz. A zenekar visszautasította ezt, és elhagyta a Mavericket; az albumot így csak 2005 szeptemberében adták ki az Egyesült Államokban, miután a Muse leszerződött a Warner Broshoz.
Az Origin of Symmetry mind a közvélemény-kutatásokon, mind a megjelenéseken alapuló listákon helyet kapott a 2000-es évek legnagyobb rockalbumai között. Az album 2006-ban a Q magazin minden idők 100 legnagyobb albumát felsoroló listáján a 74. helyen szerepelt, míg 2008 februárjában a 28. helyre került a minden idők legjobb brit albumainak listáján a magazin olvasói szerint. A Kerrang! az albumot a 20. helyre tette a valaha volt 100 legjobb brit rock album listáján, és a 13. helyre a 21. század 50 legjobb albuma listán.
2002-ben a Muse kiadta első élő DVD-jét, a Hullabaloo-t, amely koncertfelvételeket tartalmazott két 2001-es párizsi fellépésükről, valamint egy dokumentumfilmet a turnéról. Egyidejűleg megjelent egy dupla album, a Hullabaloo Soundtrack is, amely a korábbi kislemezek B oldalas számaiból készült összeállítást, valamint a párizsi koncertek felvételeit tartalmazta. Megjelent egy dupla A oldalas kislemez is, az In Your World és a Dead Star című új dalokkal.
2002-ben a Muse jogi lépésekkel fenyegette meg Céline Diont, amikor Las Vegas-i műsorát Muse-nak akarta elnevezni, mivel a Muse birtokolja világszerte a név előadói jogait. Dion 50 000 dollárt ajánlott fel a Muse-nak a jogokért, de ezt elutasították, és Dion meghátrált. Bellamy azt mondta: „Nem akarunk kiállni olyan emberek elé, akik azt gondolják rólunk, hogy Céline Dion háttérzenekara vagyunk”.

## Tagok
- Matthew Bellamy – ének, gitár, zongora
- Christopher Wolstenholme – basszusgitár, vokál
- Dominic Howard – dob

## Diszkográfia

### Albumok
- Showbiz (1999)
- Origin of Symmetry (2001)
- Absolution (2003)
- Black Holes & Revelations (2006)
- The Resistance (2009)
- The 2nd Law (2012)
- Drones (2015)
- Simulation Theory (2018)
- Will of the People (2022)

### Válogatások
- Hullabaloo Soundtrack (2002)

### DVD-k
- Hullabaloo (2002)
- Absolution Tour (2005)
- HAARP (2008)

## Fordítás
Ez a szócikk részben vagy egészben  a   Muse (band) című angol Wikipédia-szócikk ezen változatának fordításán alapul.  Az eredeti cikk szerkesztőit annak laptörténete sorolja fel. Ez a jelzés csupán a megfogalmazás eredetét és a szerzői jogokat jelzi, nem szolgál a cikkben szereplő információk forrásmegjelöléseként.